# El Morro (Libertador)
Pour les articles homonymes, voir El Morro.
El Morro est l'une des quinze paroisses civiles de la municipalité de Libertador dans l'État de Mérida au Venezuela. Sa capitale est El Morro.